# 홍기빈
홍기빈(1968년~ )은 대한민국 정치학자이다.

## 경력
- 글로벌정치경제연구소 소장
- 금융경제연구소 연구위원

## 학력
- 서울대학교 경제학과 학사 학위
- 서울대학교 대학원 외교학과 석사 학위
- 요크 대학교 정치학과 박사과정 수료

## 저서
- 2001.08.05. 아리스토텔레스 경제를 말하다
- 2006.10.05. 투자자 국가 직접소송제 FTA의 지구정치경제학
- 2007.04.05. 소유는 춤춘다 세상을 움직이는 소유의 역사
- 2009.07.30. 화 6인 6색 인터뷰 특강
- 2010.02.18. 리얼진보 19개 진보 프레임으로 보는 진짜 세상
- 2010.08.20. 자본주의
- 2010.08.31. 비타 악티바 세트 16~20,전5권,Vita Activa
- 2011.10.20. 비그포르스, 복지 국가와 잠정적 유토피아
- 2011.12.27. 누구도 대답하지 않았던 나눔에 관한 열 가지 질문 우리 시대의 멘토 11인이 나눔의 미래를 이야기하다
- 2012.03.10. 살림/살이 경제학을 위하여
- 2012.08.06. 지금 여기의 진보
- 2012.09.03. 박래군 김미화의 대선 독해 매뉴얼 전문가 12인과 함께하는 대통령 디자인 프로젝트
- 2014.08.08. 최후의 선택 아로파 아로파나눔과 공존의 가치
- 2016.11.05. 50+ 플러스의 시간 제2중년의 시대, 빛나는 인생후반전 설계도
- 2017.12.22. 4차 산업혁명이라는 유령 우리는 왜 4차 산업혁명에 열광하는가
- 2020.02.14. 아리스토텔레스, 경제를 말하다

### 역서
- 필리프 판 파레이스·야니크 판데르보흐트야니크 판데르보흐트 저. 《21세기 기본소득》. 2018년. 흐름출판. ISBN 9788965962588

## 방송
- 2010년 12월 13일 ~ 2011년 10월 22일 MBC 표준FM 《손에 잡히는 경제 홍기빈입니다》 진행